# 格拉瓦洛斯
格拉瓦洛斯，是西班牙拉里奥哈自治区的一个市镇。总面积31平方公里，总人口274人（2001年），人口密度9人/平方公里。